# 뵈메큰낮도마뱀붙이
뵈메 자이언트 데이 게코(Boehme's giant day gecko)라 불리는 뵈메큰낮도마뱀붙이(Phelsuma madagascariensis boehmei)는 주행성을 띄는 도마뱀붙이류의 한 아종이다. 마다가스카르에 고유하며 보통 우림의 나무에서 살아간다. 대개 곤충과 꽃꿀을 먹는다.
아종명과 통속명은 독일의 파충류학자 볼프강 뵈메(:de:Wolfgang Böhme)를 기렸다.

## 형태
뵈메큰낮은 꼬리까지 최대 22 cm에 달해, 낮도마뱀붙이류 중에서는 제일 큰 편이다. 몸은 밝은 녹색을 띈다. 비늘 밑의 피부는 검은색이다. 암적색 줄무늬가 콧구멍에서 눈 뒤까지 이어진다. 머리와 등에는 불규칙한 형태의 갈색, 적갈색 점들이 있다.

## 분포
뵈메큰낮은 오로지 마다가스카르 동부의 안다시베, 라노마파나(:en:Ranomafana National Park) 근방에 분포한다.
뵈메큰낮은 우림에 서식하며, 보통 나무의 높은 곳에서 발견된다. 마다가스카르 동부는 기후가 습하고 따뜻하다. 하지만 6-8월에는 낮에는 기온이 20–25 °C, 밤에는 10 °C까지 떨어진다.

## 습성
뵈메큰낮은 다양한 곤충 따위의 무척추동물을 먹는다. 부드럽고 달달한 과일, 꽃가루, 꽃꿀도 먹는다.
뵈메큰낮은 다른 낮도마뱀붙이들보다는 동족에게 덜 호전적이다.
번식기는 11월-1월이다. 암컷은 이 때 알을 여섯 쌍까지 낳는다. 알은 온도가 일 때, 48-55일 후에 부화한다. 신생아는 꼬리까지 60-65mm에 이른다.

## 사육
뵈메큰낮은 식물이 무성한 큰 테라리움에서 짝을 지어 키워야 한다. 온도는 11월에서 1월까지는 낮에 28 °C, 7월에서 8월까지는 낮에 25 °C, 밤에 15 °C,(McKeown, 1993; Henkel & Schmidt, 1995) 습도는 75-100%를 유지해야 한다. 사육 시에는 귀뚜라미, 시판 과일 사료, 벌집나방(:en:wax moth) 애벌레, 초파리, 밀웜, 집파리를 먹일 수 있다.
이는 우림의 환경을 재현하는 방식이다. 하지만 북반구의 환경은 우림과는 다르므로, 북반구의 사육자는 추운 11-1월에는 온도를 인위적으로 높이고, 4-8월에는 온도를 낮추는 게 적절할지도 모른다. 사육 시에는 귀뚜라미, 시판 과일 사료, 벌집나방(:en:wax moth) 애벌레, 초파리, 밀웜, 집파리를 먹일 수 있다.

## 참고 문헌
- Henkel, Friedrich-Wilhelm; Schmidt, Wolfgang (1995). Amphibien und Reptilien Madagaskars, der Maskarenen, Seychellen und Komoren. Stuttgart: Ulmer. ISBN 3-8001-7323-9. (in German).
- McKeown, Sean (1993). The General Care and Maintenance of Day Geckos. Lakeside, California: Advanced Vivarium Systems. 143 pp. ISBN 978-1882770229.